# Ray of Light
Ray of Light je sedmé studiové album americké zpěvačky a skladatelky Madonny, které bylo vydáno v únoru a březnu 1998 společností Maverick Records. Americká asociace nahrávacího průmyslu (RIAA) album označila za zlaté, platinové a 2x platinové 22. dubna 1998 a 4x platinové 16. března 2000. Toto označení znamená, že ve Spojených státech amerických se prodalo přes 4 miliony nosičů, čímž se album stalo pátou Madonninou nejlépe prodávanou nahrávkou v USA. Na celém světě se prodalo přes 20 milionů nosičů. V roce 1999 album obdrželo tři Ceny Grammy včetně ceny za nejlepší popové vokální album a ceny za nejlepší taneční nahrávku.
Pracovní název alba byl The Drowned World (Utopený svět) inspirovaný stejnojmenným románem Jamese Grahama Ballarda z roku 1962. Album vytyčilo nové hudební směřování Madonny a bylo pojato jako její návrat na scénu. Texty se zabývaly osobními tématy jako mateřství, sláva a duchovno.

## Seznam skladeb
| Pořadí | Název                             | Hudba                          | Text                                                          | Délka |
| ------ | --------------------------------- | ------------------------------ | ------------------------------------------------------------- | ----- |
| 1.     | Drowned World/Substitute for Love | Madonna, Orbit                 | Madonna, William Orbit, Rod McKuen, Anita Kerr, David Collins | 5:09  |
| 2.     | Swim                              | Madonna, Orbit                 | Madonna, Orbit                                                | 5:00  |
| 3.     | Ray of Light                      | Madonna, Orbit                 | Madonna, Orbit, Clive Maldoon, Dave Curtiss, Christine Leach  | 5:21  |
| 4.     | Candy Perfume Girl                | Madonna, Orbit                 | Madonna, Orbit, Susannah Melvoin                              | 4:34  |
| 5.     | Skin                              | Madonna, Orbit, Marius DeVries | Madonna, Patrick Leonard                                      | 6:22  |
| 6.     | Nothing Really Matters            | Madonna, Orbit, DeVries        | Madonna, Leonard                                              | 4:27  |
| 7.     | Sky Fits Heaven                   | Madonna, Orbit, Leonard        | Madonna, Leonard                                              | 4:48  |
| 8.     | Shanti/Ashtangi                   | Madonna, Orbit                 | Madonna, Orbit                                                | 4:29  |
| 9.     | Frozen                            | Madonna, Orbit, Leonard        | Madonna, Leonard                                              | 6:12  |
| 10.    | The Power of Good-Bye             | Madonna, Orbit, Leonard        | Madonna, Rick Nowels                                          | 4:10  |
| 11.    | To Have and Not to Hold           | Madonna, Orbit, Leonard        | Madonna, Nowels                                               | 5:23  |
| 12.    | Little Star                       | Madonna, DeVries               | Madonna, Nowels                                               | 5:18  |
| 13.    | Mer Girl                          | Madonna, Orbit                 | Madonna, Orbit                                                | 5:32  |

### Bonusy
| Pořadí | Název     | Hudba          | Text                    | Délka |
| ------ | --------- | -------------- | ----------------------- | ----- |
| 14.    | Has to Be | Madonna, Orbit | Madonna, Orbit, Leonard | 5:15  |